# گذرگاه بلن
گذرگاه بلن (ترکی استانبولی: Belen Geçidi در عهد باستان به عنوان دروازه‌های سوری (زبان یونانی: Συρίαι πύλαι , Syríai Pýlai; لاتین: Syriae Portae) گذرگاهی است که در میان کوه‌های آمانوس، واقع در ناحیه بلن در استان هاتای در جنوب مرکزی ترکیه قرار دارد.
جغرافی دانان باستان عرض گذرگاهی را که در آن زمان در نام کوه‌های آمانوس قرار داشت را سیصد گام توصیف کرده‌اند. از نظر تاریخی، این گذرگاه و دروازه‌های آمانوس در شمال آن، مهم‌ترین مسیر بین مناطق کیلیکیه و سوریه محسوب می‌شدند. در نزدیکی انتهای غربی این گذرگاه، ستون یونس قرار دارد، که نشان دهنده نقطه ای است که ظاهراً ماهی بزرگی که او را خورده بود، این پیامبر عبری را بالا آورده‌است.
در حدود سال ۴۰۱ پیش از میلاد، کوروش کوچک همراه با ارتش صد هزار نفری اش بدون جنگ از دروازه‌های سوری گذشت — از جمله ده هزار مزدور یونانی که توسط آناباسیس گزنفون جاودانه شدند — و ژنرال پارسی حکومت وقت در برابر آنان مجبور به عقب‌نشینی شد.
پس از نبرد ایسوس در ۳۳۳ پیش از میلاد، ارتش اسکندر مقدونی، توانست از راه این گذرگاه داریوش سوم را تعقیب کند.
در سال ۳۹ پیش از میلاد، این مکان صحنه نبرد گذرگاه آمانوس بین نیروهای رومی به رهبری پوبلیوس ونتیدوس باسوس و نیروهای اشکانی تحت فرماندهی فارناپات بود. رومیان ارتش اشکانی را کاملاً شکست دادند و فرمانده آن را کشتند و پاکور را مجبور کردند که از فرات عقب‌نشینی کرده و به رومیان اجازه می‌دهد تا در طول یک سال آینده حکومت خود را بر سوریه را بازیابند.
در طول سده‌های ۱۲ و ۱۳، صلیبیون انطاکیه و ارمنیان کیلیکیه چندین قلعه در امتداد و نزدیک دروازه‌های سوریه بنا کردند، که از جمله آنان می‌توان بهتراپساک در سمت شمال شرقی گذرگاه؛ چالان در ۱۵ کیلومتر (۹٫۳ مایل) شمال جایی که اکنون بلن قرار دارد؛ ساری سکی در نزدیکی شمال غربی؛ و بگراس از مسیر جنوبی دیگری در بین انطاکیه و کیلیکیه محافظت می‌کردند. استحکامات صلیبی در چالان در سال ۱۹۷۹ مورد بررسی قرار گرفت.
ترکان پس از تصرف این منطقه نام بلن را برای آن برگزیدند.
در ۲۸ ژوئیه ۱۸۳۲ نبرد بزرگی در این گذرگاه میان ارتش عثمانی و مصر رخ داد که در آن نیروهای ابراهیم پاشا توانستند ترک‌ها را شکست دهند.